# Autoresponder
Un autoresponder è un programma che risponde automaticamente alle e-mail che gli vengono inviate.
Ai primordi dell'era di internet gli autoresponder erano attivabili solo attraverso l'invio di messaggi vuoti al loro indirizzo.
Di norma, per iscriversi a una newsletter era quindi necessario inviare un messaggio vuoto all'indirizzo dell'autoresponder, cui seguiva l'immediato ricevimento di un messaggio automatico di risposta.
Così nacque il termine autoresponder, cioè sistema di risposta automatica ad un determinato messaggio.
Il sistema del messaggio vuoto ha ancora oggi una funzione basilare nel settore dell'e-mail marketing: ad esempio, nel caso di mancanza di un sito web, è possibile pubblicare l'indirizzo del proprio autoresponder su riviste e periodici elettronici o cartacei per promuovere i propri prodotti e/o servizi.
Attualmente vi sono alcune aziende che operano nel campo dell'e-mail marketing, proponendo software, residenti su server dedicati, che funzionano con il sistema del messaggio vuoto all'indirizzo dell'autoresponder creato con tali programmi.
Al sistema del messaggio vuoto si è, in seguito, affiancato quello dell'iscrizione ad una newsletter, con la digitazione di nome ed indirizzo e-mail in un form o modulo, inserito in una o più pagine di un sito.
Quest'ultimo sistema rappresenta ormai il 95% del mercato dei software autoresponder.
Gli autoresponder di oggi si sono evoluti in strumenti avanzati di marketing, utilizzati da migliaia di compagnie che inviano istantaneamente informazioni agli interessati con messaggi ad intervalli regolari programmati in anticipo follow-up oppure con messaggi inviati sempre ad una data scadenza, ma contenenti le novità del settore (ad es. newsletter).
Ma cosa vuol dire autoresponder con più precisione?
È semplicemente un sistema che permette di inviare una richiesta di informazioni e di ottenere una risposta automatica, con evidente risparmio di tempo e semplificando determinate attività, attraverso l'utilizzo dei più svariati strumenti di comunicazione.
Se il sistema è informatico, un autoresponder consente di richiedere determinate informazioni e di emettere automaticamente un messaggio di risposta attraverso l'utilizzo della posta elettronica.
Nel campo dell'email marketing, la funzione principale di un autoresponder è quella di inviare automaticamente un messaggio di risposta a coloro che ti hanno lasciato il loro indirizzo email, iscrivendosi alla tua mailing list.
Generalmente un autoresponder può essere utilizzato per inviare una newsletter in broadcasting oppure per inviare una serie di messaggi in sequenza o followup.